# NGC 6014
NGC 6014 este o galaxie lenticulară situată în constelația Șarpele. A fost descoperită în 24 aprilie 1830 de către John Herschel. Se află la o distanță de 35,8 de megaparseci de Pământ.